# Tennistoernooi van Peking 2019
|                                      |  |                                      |
| Naomi Osaka, winnares bij de vrouwen |  | Dominic Thiem, winnaar bij de mannen |

Het tennistoernooi van Peking van 2019 werd van zaterdag 28 september tot en met zondag 6 oktober 2019 gespeeld op de hardcourtbanen van het China National Tennis Center, in het olympisch park van de Chinese hoofdstad Peking. De officiële naam van het toernooi was China Open.
Het toernooi bestond uit twee delen:
- WTA-toernooi van Peking 2019, het toernooi voor de vrouwen
- ATP-toernooi van Peking 2019, het toernooi voor de mannen

## Toernooikalender
| Peking            | september 2019 | september 2019 | september 2019 | september 2019 | oktober 2019 | oktober 2019 | oktober 2019 | oktober 2019 | oktober 2019 | oktober 2019 | oktober 2019 |
| Peking            | zat 28         | zon 29         | maa 30         | maa 30         | din 1        | woe 2        | woe 2        | don 3        | vrĳ 4        | zat 5        | zon 6        |
| ----------------- | -------------- | -------------- | -------------- | -------------- | ------------ | ------------ | ------------ | ------------ | ------------ | ------------ | ------------ |
| vrouwenenkelspel  | 1e ronde       | 1e ronde       | 1e ronde       | 2e ronde       | 2e ronde     | 2e ronde     | 3e ronde     | 3e ronde     | kwartfinale  | halve finale | finale       |
| vrouwendubbelspel | 1e ronde       | 1e ronde       | 1e ronde       | 1e ronde       | 2e ronde     | 2e ronde     | 2e ronde     | kwartfinale  | kwartfinale  | halve finale | finale       |
| mannenenkelspel   |                |                | 1e ronde       | 1e ronde       | 1e ronde     | 2e ronde     | 2e ronde     | 2e ronde     | kwartfinale  | halve finale | finale       |
| mannendubbelspel  |                |                | 1e ronde       | 1e ronde       | 1e ronde     | 2e ronde     | 2e ronde     | 2e ronde     | halve finale | halve finale | finale       |

ATP-toernooi van Peking‎ – WTA-toernooi van Peking/Shanghai

2000 · 2001–2003 · 2004 · 2005 · 2006 · 2007 · 2008 · 2009 · 2010 · 2011 · 2012 · 2013 · 2014 · 2015 · 2016 · 2017 · 2018 · 2019 · 2020–2022 · 2023 · 2024